# Tottenhill
Tottenhill – wieś w Anglii, w hrabstwie Norfolk, w dystrykcie King’s Lynn and West Norfolk. Leży 59 km na zachód od Norwich i 135 km na północ od Londynu. Miejscowość liczy 231 mieszkańców.